# Río Toche
 (octobre 2013).
Le río Toche est une rivière de Colombie et un affluent du río Coello dans le bassin du Río Magdalena.

## Géographie
Le río Toche prend sa source sur les flancs du Nevado del Quindío, dans la cordillère Centrale, dans le département de Tolima. Il coule ensuite vers le sud puis le sud-est avant de rejoindre le río Coello.